# Antonio Asanović
Antonio Asanović (Cannes, 30 novembre 1991) è un ex calciatore croato, di ruolo difensore.

## Biografia
Nato a Cannes, anche suo padre Aljoša è stato un calciatore professionista.

## Carriera
Ha giocato nella prima divisione dei campionati rumeno e slovacco.